# Hirtobrasilianus
Genre
Hirtobrasilianus est un genre d'insectes coléoptères de la tribu des Cerambycini (sous-famille des Cerambycinae, famille des Cerambycidae).

## Liste des espèces
Selon GBIF (6 février 2024) :
- Hirtobrasilianus matogrossensis (Fragoso, 1971)
- Hirtobrasilianus seabrai (Fragoso & Tavakilian, 1985)
- Hirtobrasilianus villiersi (Fragoso & Tavakilian, 1985)

## Classification
Le genre Hirtobrasilianus a été créé en 1985 par les entomologistes Sergio A. Fragoso (d) et Gérard L. Tavakilian (d) et ce initialement au rang de sous-genre du genre Brasilianus.

### Synonymie
- Brasilianus (Hirtobrasilianus) (Fragoso & Tavakilian, 1985)

## Publication originale
- S. A. Fragoso et G. L. Tavakilian, « Hirtobrasilianus, nouveau sous–genre de Brasilianus Jakobson, 1924 (Coleoptera, Cerambycidae, Cerambycini) », L'Entomologiste, Paris, vol. 45, no 1,‎ 1985, p. 229–240 (ISSN 0013-8886).